# روبرت فرنسيس (ملحن)
روبرت فرنسيس (بالإنجليزية: Robert Francis)‏ هو ملحن وعازف قيثارة ومغن مؤلف أمريكي، ولد في 25 سبتمبر 1987 في لوس أنجلوس في الولايات المتحدة.

## وصلات خارجية
- الموقع الرسمي
- روبرت فرنسيس على موقع ميوزك برينز (الإنجليزية)
- روبرت فرنسيس على موقع أول ميوزيك (الإنجليزية)
- روبرت فرنسيس على موقع ديسكوغز (الإنجليزية)
- روبرت فرنسيس على موقع ديسكوغز (الإنجليزية)